# Martin Hyland
(John) Martin Elliott Hyland is hoogleraar wiskundige logica aan de Universiteit van Cambridge en een fellow van King's College. Zijn interesses omvatten wiskundige logica, categorietheorie en theoretische informatica.

## Opleiding
Hyland volgde zijn opleiding aan de Universiteit van Oxford, waar hij in 1975 een doctoraat behaalde onder toezicht van Robin Gandy.

## Onderzoek en carrière
Hyland is vooral bekend vanwege zijn werk op het gebied van categorietheorie toegepast op logica (bewijstheorie en recursietheorie), theoretische informatica (lambdacalculus en semantiek) en hogerdimensionale algebra. Hij staat vooral bekend om zijn werk op het gebied van de effectieve topos (binnen de topostheorie). Zijn voormalige doctoraatsstudenten zijn onder meer Eugenia Cheng en Valeria de Paiva.
- CiNii: DA10309752
- DBLP: h/JMEHyland
- International Standard Name Identifier: 0000 0001 1717 446X
- Mathematics Genealogy Project: 46508
- Nederlandse Thesaurus van Auteursnamen: 134308964
- Système universitaire de documentation: 128844868
- Virtual International Authority File: 164384846
- WorldCat: E39PBJrrqbFxfqbvbQDjmtdPcP